# Jesień patriarchy
Jesień patriarchy (hiszp. El otoño del patriarca) – powieść Gabriela Garcii Marqueza wydana w 1975 w Barcelonie przez wydawnictwo „Plaza & Janés”; powieść na język polski przełożył Carlos Marrodán Casas (1980).
Marquez zaczął pisać tę surrealistyczną powieść o życiu fikcyjnego dyktatora w 1968 a ukończył w 1971. Pierwsze wydanie miało miejsce w Hiszpanii w 1975 roku w okresie pobytu pisarza w Barcelonie. Opowiada ona o symbolicznym latynoskim dyktatorze (przypuszcza się, że z rejonu Karaibów). Postać bohatera powieści nie jest wymieniona z imienia, nieznana jest też nazwa kraju, nad którym sprawuje niepodzielną władzę.
Powieść stanowi połączenie baśni, karykatury i hiperboli.
Polskie wydanie Jesieni patriarchy w przekładzie Carlosa Marrodána Casasa ukazało się w 1980 nakładem Spółdzielni Wydawniczej "Czytelnik".